# Lymphocyte T gamma delta (γδ)

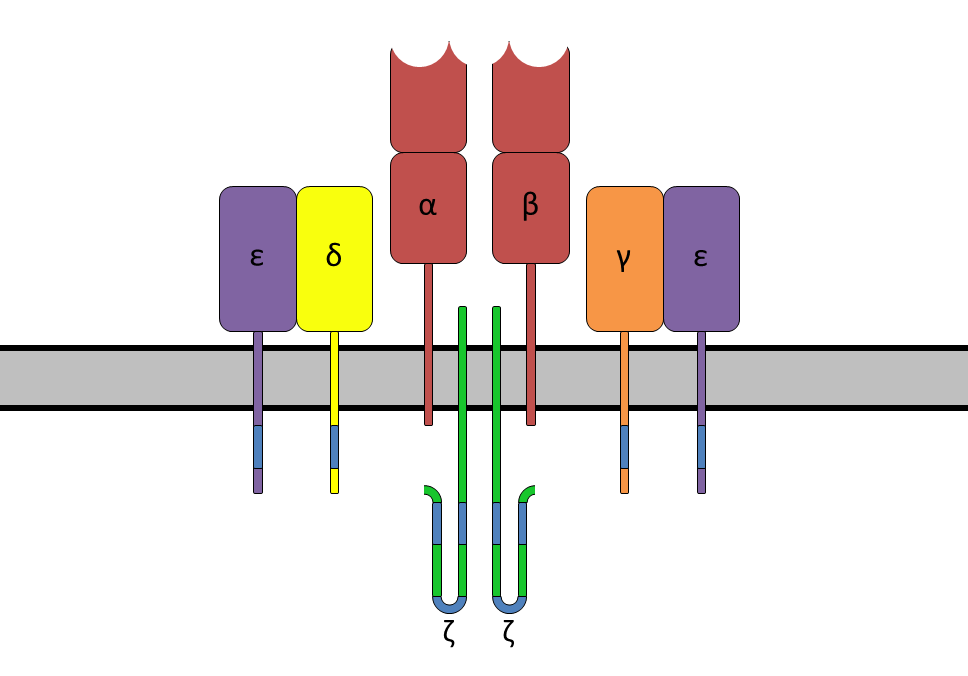
Schéma représentant le complexe récepteur alpha-bêta des cellules T.

Les lymphocytes T gamma delta (γδ) sont des  cellules de l'immunité . Ils appartiennent à la population des  lymphocytes T et plus particulièrement aux lymphocytes T non conventionnels .
Leur action est intégrée dans la  réponse immunitaire globale de l'organisme. Ils participent à la fois à la  réponse immunitaire innée et  adaptative .
D'un côté, les lymphocytes T γδ peuvent être considérés comme faisant partie de l'immunité adaptative, en cela qu'ils ont opéré une recombinaison V(D)J ; de l'autre, la diversité de recombinaison est relativement restreinte et s'apparente ainsi à un récepteur de reconnaissance de motifs moléculaires. Ainsi, les lymphocytes T Vγ9/Vδ2 répondent rapidement à des antigènes non peptidiques exprimés par les agents infectieux, et les lymphocytes T intraépithéliaux expriment la chaîne Vδ1 et réagissent au stress cellulaire.
Le TCRγδ (T-cell receptor ou récepteur des cellules T) définit cette lignée par opposition au TCR alpha-bêta (αβ) des  lymphocytes T conventionnels .

## Localisation
Les lymphocytes Tγδ sont localisés en majorité dans les  épithéliums des  muqueuses digestive et respiratoire . On les trouve également au niveau de la peau, des muqueuses vaginale et utérine, du foie et des organes lymphoïdes classiques (ganglions) . Ils sont présents dans le sang et les organes périphériques à raison de 1 à 5 % de la population totale de  lymphocytes T . Le taux de lymphocytes Tγδ augmente chez des sujets infectés par des  bactéries, par exemple en cas de tuberculose, listériose, légionellose, ou par des parasites comme Plasmodium  falciparum, Leishmania ,. Ce taux diminue après guérison .
En fonction de l’organe considéré, différentes sous-populations de lymphocytes Tγδ sont représentées, définies par un TCRγδ particulier . Par exemple, les lymphocytes Tγδ sanguins expriment un  TCR particulier appelé Vɣ9δ2 que n’expriment pas ceux présents au niveau de la peau .
Chez l'homme, c'est la sous-population Tɣ9δ2 qui est la plus étudiée, c'est pourquoi beaucoup des caractéristiques fonctionnelles des lymphocytes Tγδ ont été découvertes chez cette population.

## Ontogénie
Les lymphocytes Tγδ sont les premiers  lymphocytes T à se développer . Ils sont continuellement produits dans le  thymus dès la vie fœtale puis migrent vers les tissus où ils résident pendant le développement embryonnaire ainsi qu'après la naissance . Ils apparaissent par vagues successives au cours du temps .

## Particularités des TCRγδ
Les lymphocytes Tγδ possèdent un récepteur pour l’antigène appelé  TCR, mais n'expriment généralement pas les co-récepteurs CD4 et CD8 associés au  TCR . Celui-ci est composé de deux chaînes protéiques : ɣ et δ, par opposition au TCR des lymphocytes T conventionnels qui est constitué des chaînes α et β .
Le gène codant le TCRγδ est généré par la combinaison de différents segments géniques : V, J, C pour la chaîne ɣ et V, D, J et C pour la chaîne δ. On parle de diversité combinatoire . Il existe aussi la diversité jonctionnelle correspondant à l’ajout ou au retrait de  nucléotides aux jonctions inter-segments par des  enzymes.
Le locus de la chaîne ɣ du TCR se trouve sur le chromosome 7 alors que celui de la chaîne δ est inclus dans celui de la chaîne α sur le chromosome 14  ,.
Le répertoire du TCRγδ est plus restreint que celui du TCRαβ . En effet, le nombre de segments géniques est plus faible . Il existe des réarrangements préférentiels c'est-à-dire que l'association de certaines chaînes γ avec certaines chaînes δ semble favorisée . Par exemple, la chaîne Vγ9 s'associe de préférence avec la chaîne Vδ2 pour donner la sous-population Vγ9δ2 .
Le type de TCRγδ exprimé pourrait conférer aux sous-populations ainsi générées des rôles différents, dans la mesure où chaque sous-population semble peupler spécifiquement un ou des organes .

## Reconnaissance de l'antigène et activation
Les lymphocytes Tγδ n’ont pas besoin que l’antigène leur soit présenté par les molécules du CMH (Complexe majeur d'histocompatibilité) afin de le reconnaître. Ces lymphocytes T reconnaissant une  très grande variété d'antigènes (peptidique, lipidique, glyco-lipidique, étranger ou du Soi, ...). Les LT Vg9Vd2 sont connus pour reconnaitre des petites molécules appelés phosphoantigènes.
À la suite de ce contact avec l'antigène les lymphocytes Tγδ s'activent et se multiplient en présence d'interleukine 2 . Des lymphocytes Tγδ mémoires, capables de se réactiver ultérieurement en cas de nouveau contact avec l'antigène, sont générés .

## Rôles effecteurs des lymphocytes Tγδ

### Participation à la réponse immunitaire innée
Les lymphocytes Tγδ jouent le rôle de première barrière de défense dans l'immunité anti-infectieuse, grâce à leur localisation dans les  épithéliums qui entraîne une activation rapide lorsqu'un  pathogène entre dans l'organisme . Ils sont attirés sur les sites inflammatoires où ils produisent des  cytokines favorisant l’inflammation . Dans ce cas, ils sont peu  cytotoxiques . Les lymphocytes Tγδ  expriment des TLR (Toll like receptor ou récepteur de type Toll) et des récepteurs semblables à ceux des cellules  Natural Killer (NK), ce qui les rend proches des cellules de l' immunité innée .

### Cytotoxicité des lymphocytes Tγδ
Les lymphocytes Tγδ ont également une fonction  cytotoxique qui leur confère un rôle important dans la lutte anti-tumorale . Celle-ci a lieu grâce à :
- la sécrétion de  molécules lytiques : perforine et granzyme qui induisent la mort des cellules cibles [2]. Ce processus est similaire à celui mis en œuvre par les  cellules NK et les lymphocytes Tαβ  cytotoxiques [2].
- l'expression de  protéines comme  TNF α, TRAIL, FasL qui déclenchent l’apoptose des cellules cibles [2].
- la sécrétion de granulysines et de cathélicidines qui jouent un rôle antiviral et antibactérien [2].

### Reconnaissance et destruction des cellules tumorales
Les lymphocytes Tγδ infiltrent le tissu tumoral et sont capables de lyser les  cellules cancéreuses humaines .
En outre, les lymphocytes Tγδ sont capables de reconnaître si une cellule est saine ou non (infectée, transformée, cancéreuse…) grâce à des récepteurs inhibiteurs associés au  TCR . Ces récepteurs inhibent l'activation du lymphocyte Tγδ si la cellule est saine en reconnaissant des  molécules du  CMH de classe I . Si le TCRγδ détecte peu de phosphoantigènes mais beaucoup de  molécules de  CMH I, la cellule sera épargnée et, à l’inverse, s’il y a beaucoup d' antigènes mais peu de  molécules du  CMH I, cette cellule sera éliminée .
Les lymphocytes Tγδ partagent donc des propriétés des cellules de l' immunité innée et  adaptative ,.

## Rôle anti-tumoral des  lymphocytes Tγδ: perspectives en immunothérapie
Les lymphocytes Tγδ sont actifs contre les  tumeurs. En effet, il existe des lymphocytes Tγδ infiltrant des  tumeurs solides . On peut les stimuler in vitro par différentes méthodes (ex. stimulation en PHA-feeders, feeders : lignée B immortalisée, cellules mononuclées du sang périphérique, et ceci en présence d'IL-2). De plus, les lignées cellulaires tumorales sont sensibles à la lyse par les lymphocytes Tγδ .
Pour des thérapies anti-tumorales, il faut exploiter la capacité des lymphocytes Tγδ à détruire les  cellules tumorales . Il faudrait arriver à les activer chez des patients atteints de cancer par des  antigènes spécifiques .
Il existe deux manières d'amplifier ces  lymphocytes :
- des injections de  molécules visant à activer et/ou amplifier la population Tγ9δ2 chez les patients atteints de cancer [3].
- des injections répétées à des patients de lymphocytes Tγδ amplifiés ex vivo [3].

Ces essais ont été décevants mais de nouvelles pistes sont explorées pour augmenter l'activation des  lymphocytes Tγδ .